# Rauwiller
Rauwiller – miejscowość i gmina we Francji, w regionie Grand Est, w departamencie Dolny Ren.
Według danych na rok 1990 gminę zamieszkiwało 178 osób, 36 os./km².